# Ture Rosvall
Ture Albin Rosvall (Malmö, Escània, 6 de juliol de 1891 – Djursholm, Danderyd, Comtat d'Estocolm, 10 d'octubre de 1977) va ser un remer suec que va competir a començaments del segle xx.
El 1912 va prendre part en els Jocs Olímpics d'Estocolm, on guanyà la medalla de plata en la competició del quatre amb timoner, inriggers del programa de rem, formant equip amb William Bruhn-Möller, Conrad Brunkman, Herman Dahlbäck i Wilhelm Wilkens. En aquests mateixos Jocs també disputà la prova del vuit amb timoner, on fou eliminat en sèries.